# آبجوی ذرت

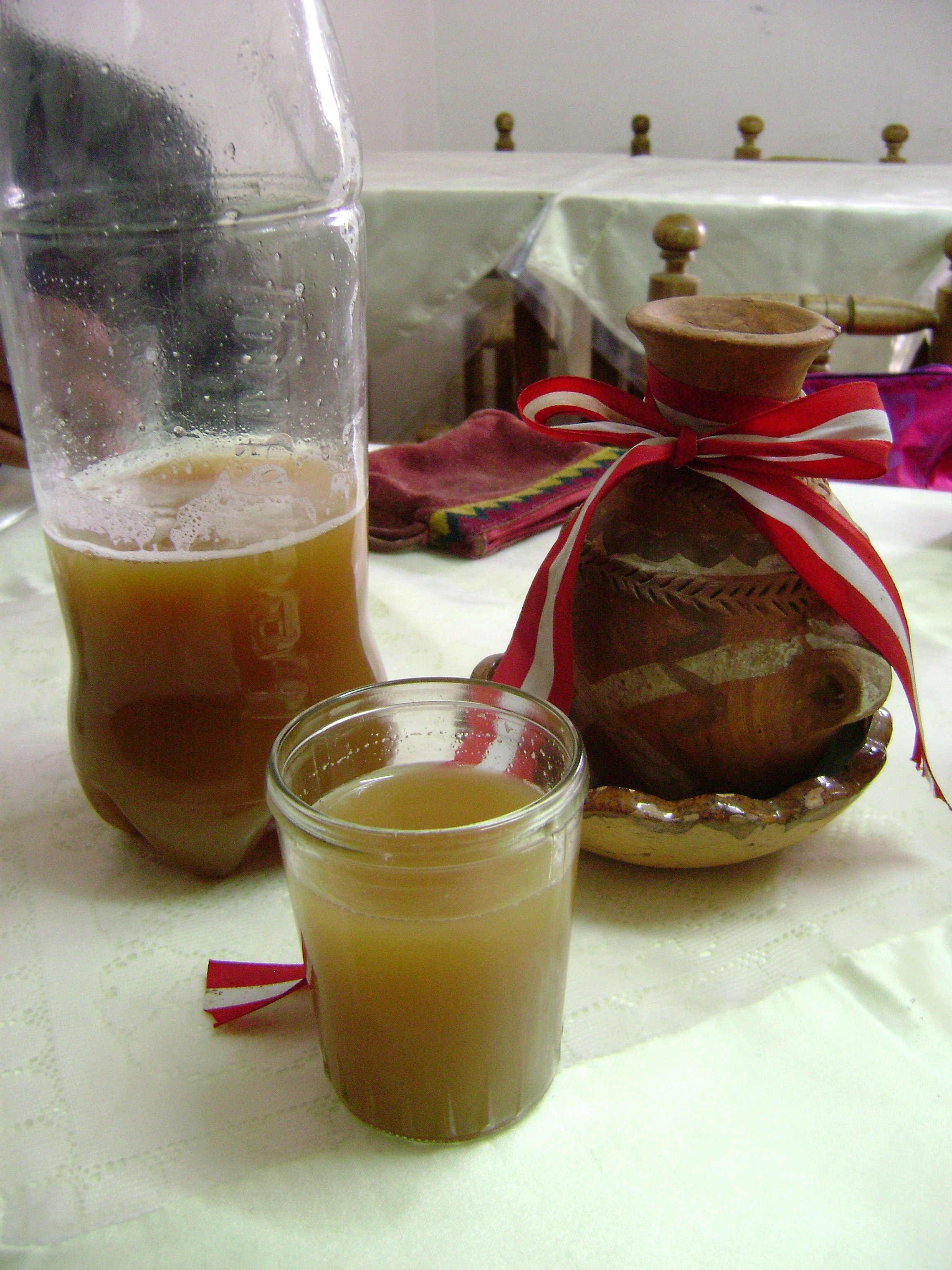
یک بطری و لیوان آبجو ذرت

آبجو ذرت (به انگلیسی: Corn beer) نوعی آبجو است که برای تهیه آن از ذرت به جای جو استفاده می‌کنند. در مقایسه با آبجو معمولی این نوشیدنی رنگ تیره‌تری دارد. این مشروب در کشورهای آمریکای لاتین تولید می‌شود.